# Bakkafjall
Bakkafjall är ett berg i republiken Island. Det ligger i regionen Suðurland, 200 km öster om huvudstaden Reykjavík. Toppen på Bakkafjall är 550 meter över havet.
Trakten runt Bakkafjall är nära nog obefolkad, med mindre än två invånare per kvadratkilometer. Det finns inga samhällen i närheten. Trakten runt Bakkafjall består i huvudsak av gräsmarker.